# Барро (Шаранта)
Барро́ (фр. Barro) — коммуна во Франции, находится в регионе Пуату — Шаранта. Департамент — Шаранта. Входит в состав кантона Рюффек. Округ коммуны — Конфолан.
Код INSEE коммуны — 16031.
Коммуна расположена приблизительно в 360 км к юго-западу от Парижа, в 65 км южнее Пуатье, в 40 км к северу от Ангулема.

## Население
Население коммуны на 2008 год составляло 354 человека.
| 1962 | 1968 | 1975 | 1982 | 1990 | 1999 | 2008 |
| ---- | ---- | ---- | ---- | ---- | ---- | ---- |
| 254  | 223  | 206  | 231  | 258  | 265  | 354  |

## Экономика
В 2007 году среди 223 человек в трудоспособном возрасте (15—64 лет) 172 были экономически активными, 51 — неактивными (показатель активности — 77,1 %, в 1999 году было 69,5 %). Из 172 активных работали 157 человек (81 мужчина и 76 женщин), безработных было 15 (7 мужчин и 8 женщин). Среди 51 неактивных 8 человек были учениками или студентами, 35 — пенсионерами, 8 были неактивными по другим причинам.

## Фотогалерея

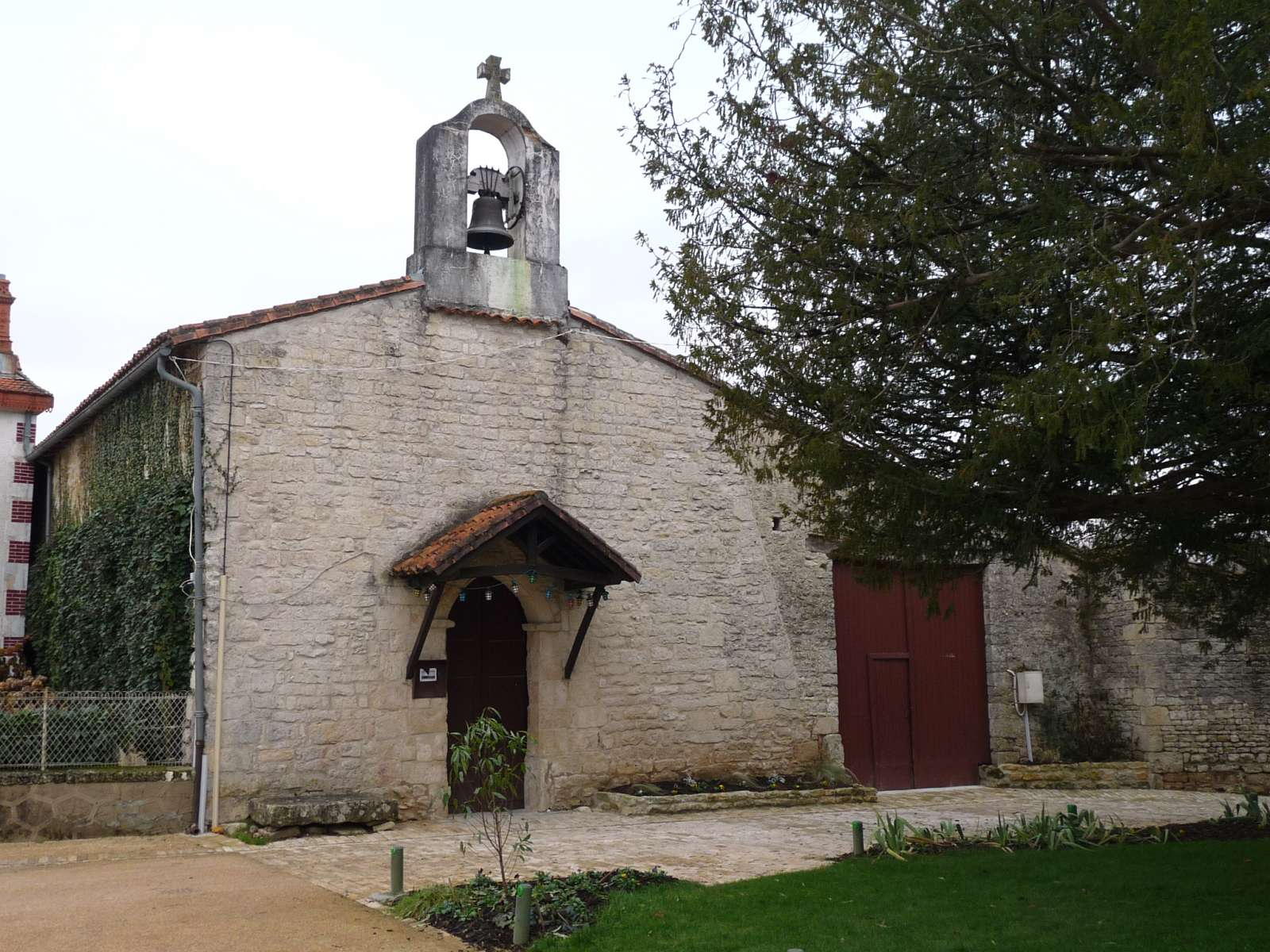
Церковь
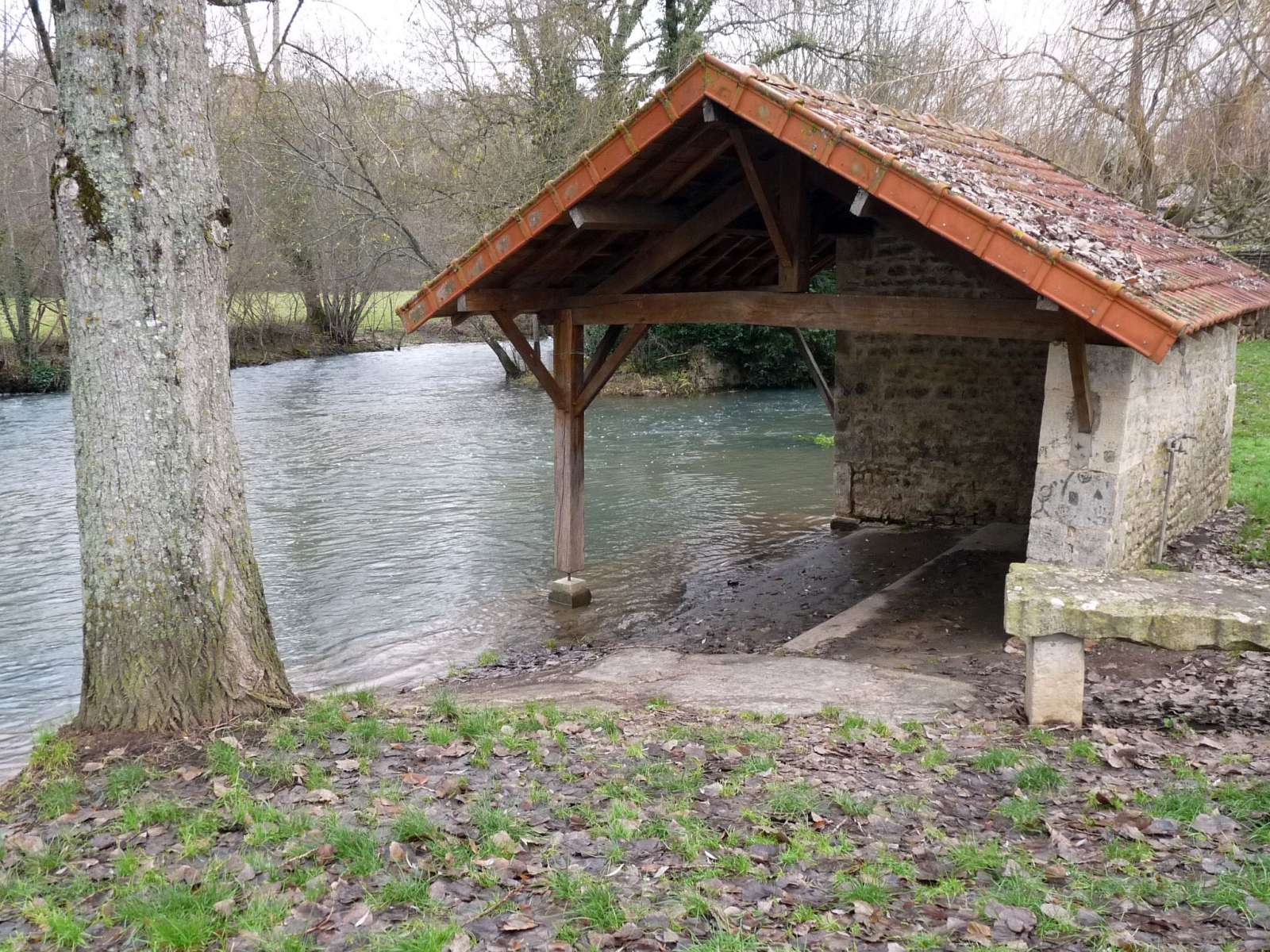
Общественная прачечная
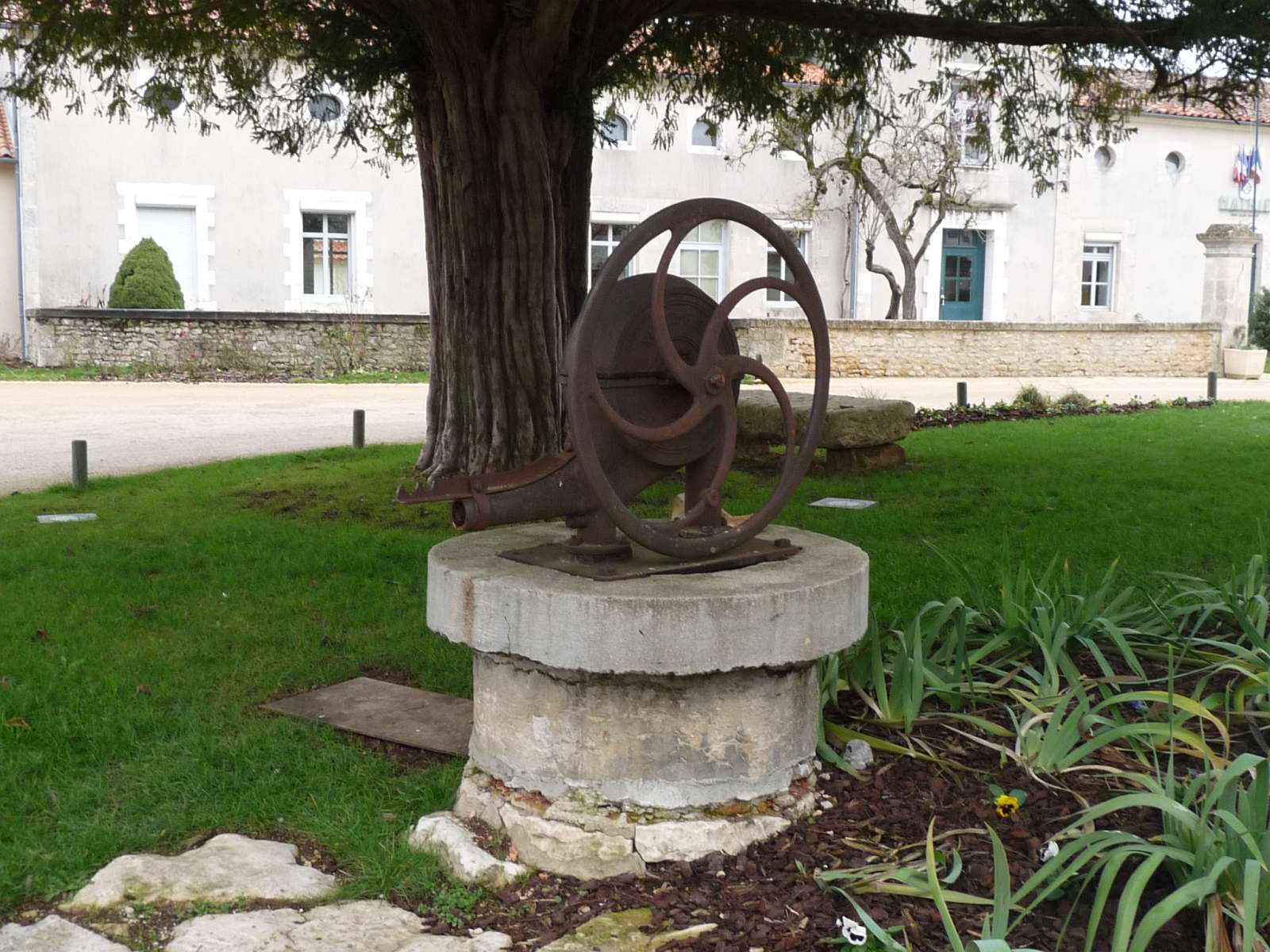
Колодец
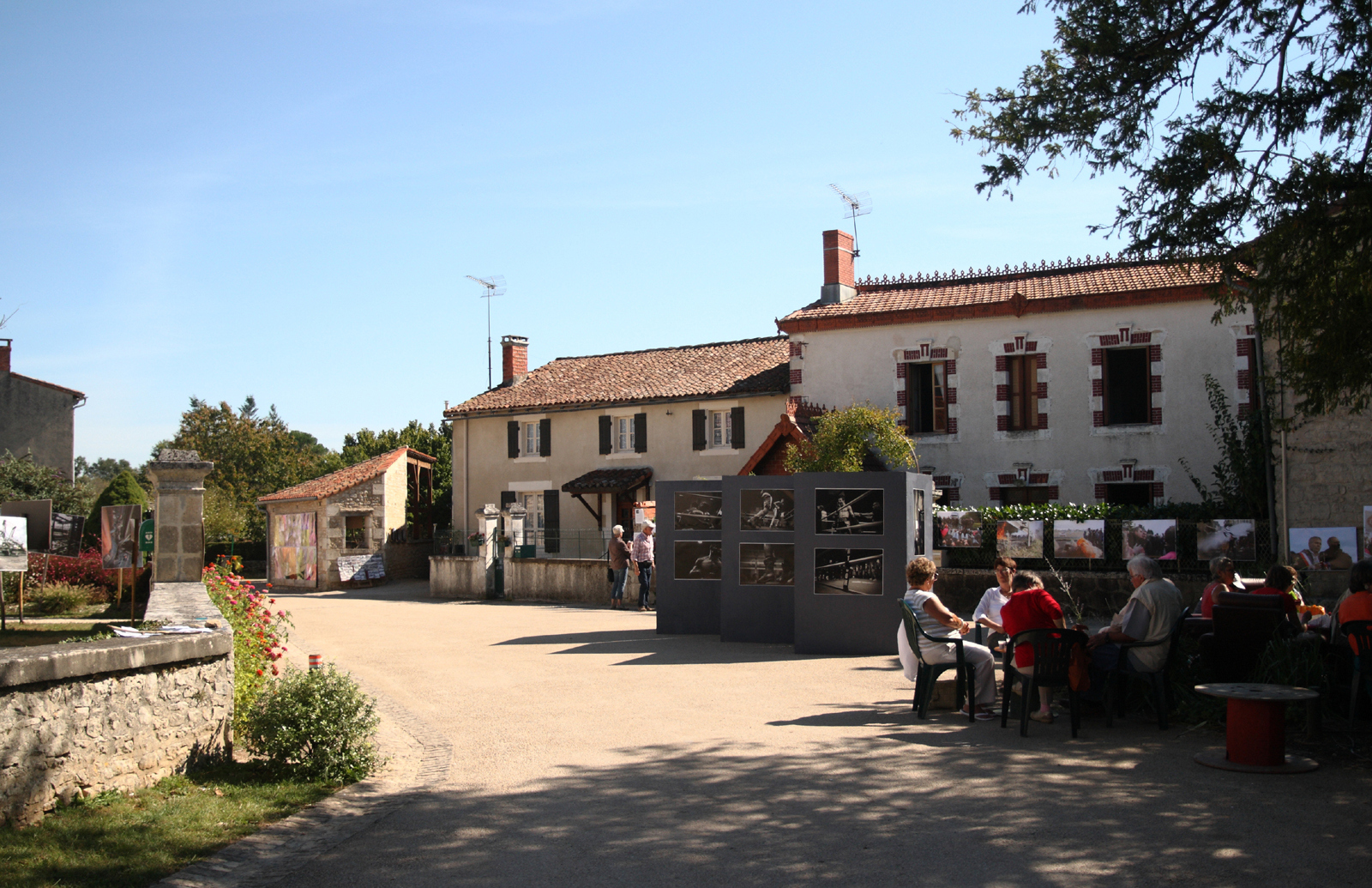
Шарантский фестиваль
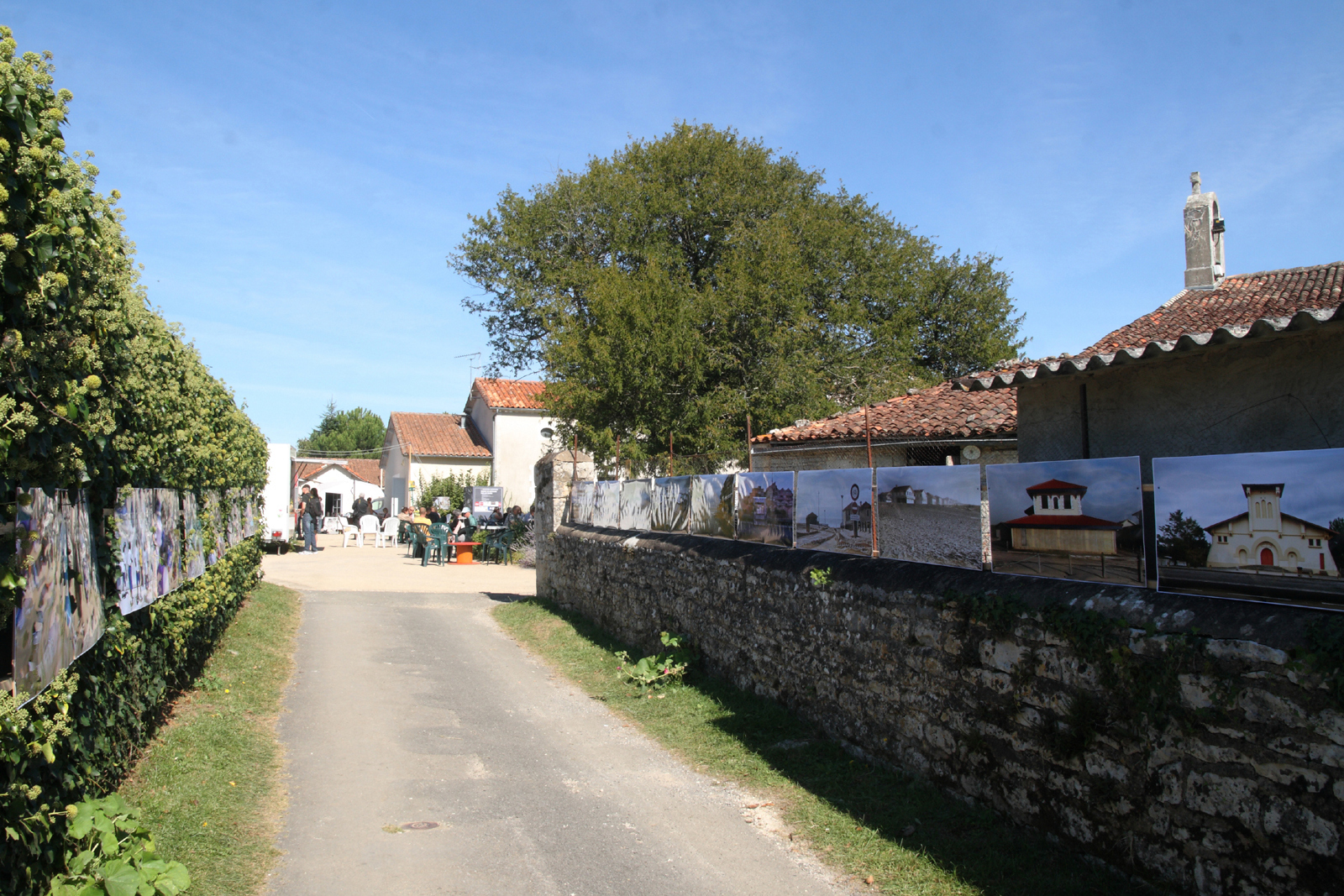
Фоторепортажный фестиваль